# 1768 en arts plastiques
| Années des arts plastiques : 1765 - 1766 - 1767 - 1768 - 1769 - 1770 - 1771    |
| Décennies des arts plastiques : 1730 - 1740 - 1750 - 1760 - 1770 - 1780 - 1790 |

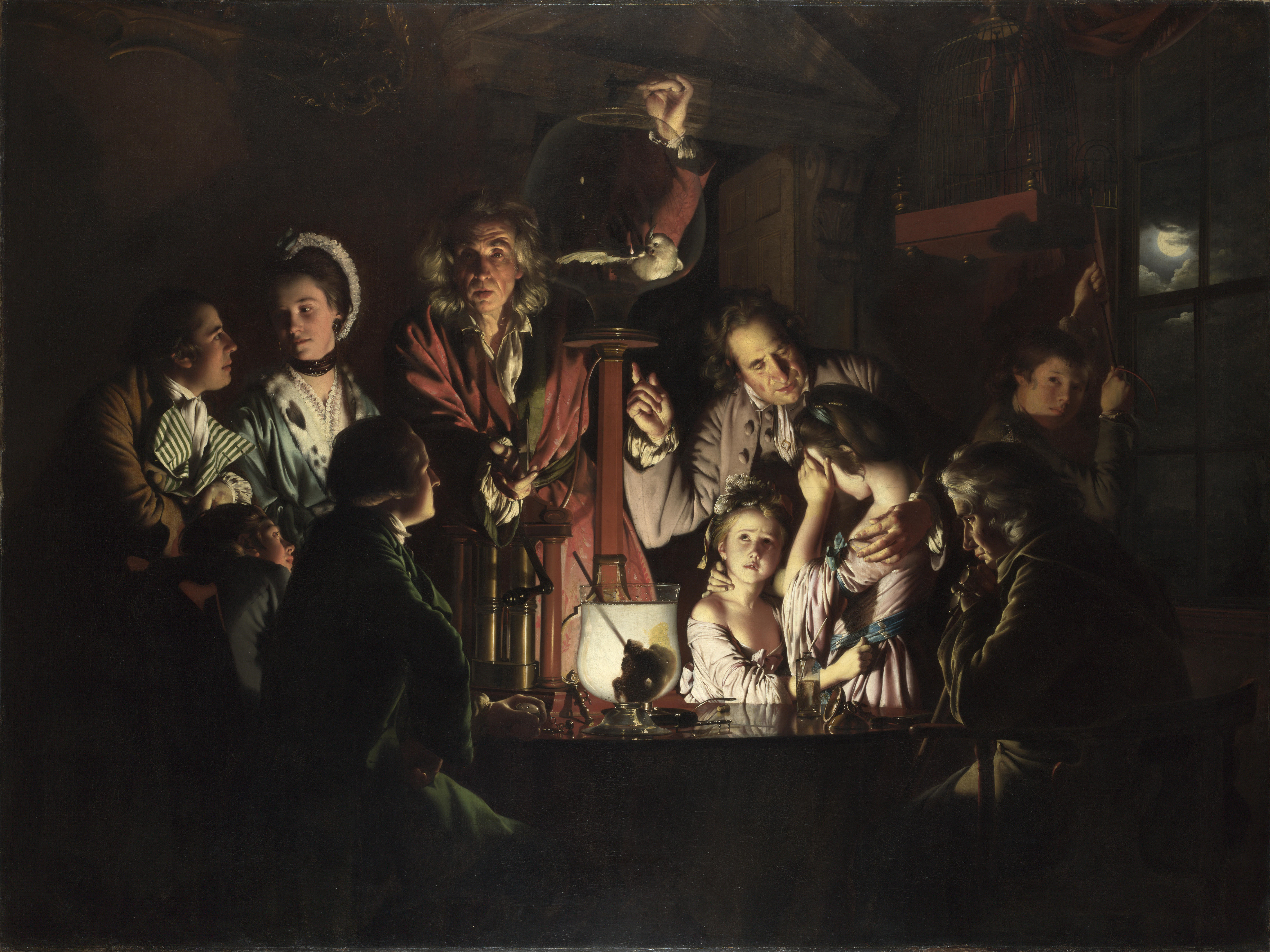
An Experiment on a Bird in the Air Pump, de Joseph Wright of Derby.

Cette page concerne l'année 1768 en arts plastiques.

## Naissances
- 1er mars : Jean-César Macret, graveur français († après 1813),
- 10 mars : Domingos Sequeira, peintre portugais († 8 mars 1837),
- 1er novembre : Lattanzio Querena, peintre italien († 10 juillet 1853),
- 24 novembre : Charles Meynier, peintre néo-classique français († 6 septembre 1832),
- 18 décembre : Marie-Guillemine Benoist, peintre française († 1826),
- Gioacchino Serangeli, peintre italien († 1852),
- Vers 1768 :
- Arsa Teodorović, peintre serbe († 13 février 1826).

## Décès
- 10 avril : Canaletto (Giovanni Antonio Canal), peintre et graveur italien (° 18 octobre 1697),
- 14 avril : Francesco Monti, peintre baroque italien (° 1683),
- 16 mai : Miguel Cabrera, peintre espagnol (° 27 février 1695),
- 18 août : Giovanni Domenico Ferretti, peintre italien de l'école florentine de la période rococo (° 15 juin 1692),
- 28 septembre : Christian Seybold, peintre baroque allemand (° 19 mars 1695),
- ? : Giovanni Domenico Campiglia, graveur et peintre italien (° 1692).